# 恋ざめ
『恋ざめ』（こいざめ）は、小栗風葉の小説。明治40年（1907年） - 明治41年（1908年）に『日本新聞』に掲載され、明治41年（1908年）4月に刊行された。
房州那古の海岸で吉田（34歳）とその友人の妹百合子は恋に落ちるが、恋に恋する少女は中年男の愛欲におどろき、逃れ去るという内容である。
風葉が田山花袋との会話のうちに、恋愛といえば若者のそればかりが描かれるが、「中年の恋」というのがあってもいいのではないかというところから描いたものである。しかし、花袋が書いた「蒲団」のほうがはるかに文壇で評判となり、風葉は己れの考えの浅かったことを恥じたという。
| スタブアイコン | サブスタブ | この項目は、まだ閲覧者の調べものの参照としては役立たない、文学に関連した書きかけの項目です。この項目を加筆・訂正などしてくださる協力者を求めています（P:文学、PJ:ライトノベル）。項目が小説家・作家の場合には{Writer-substub}を、文学作品以外の本・雑誌の場合には{Book-substub}を貼り付けてください。 |